# Hermannobates ruseki
Hermannobates ruseki är en kvalsterart som beskrevs av František Starý 1998. Hermannobates ruseki ingår i släktet Hermannobates och familjen Hermanniellidae. Inga underarter finns listade i Catalogue of Life.